# Stropešín
Stropešín (dříve Strupišín nebo Trupešín, německy Stropeschin) je obec v okrese Třebíč v Kraji Vysočina. Žije zde 126 obyvatel.
Stropešín se nachází asi sedm kilometrů severně od Hrotovic. Obec leží na pravém břehu Dalešické přehrady, prochází jí silnice II/399 a protéká jí potůček.
Sousedními obcemi sídla jsou Popůvky, Valeč, Třesov, Hartvíkovice, Dalešice a Třebenice.

## Geografie
Ze severu na jih prochází přes území obce silnice II/399 z Třesova do Dalešic, ze zastavěného území obce vychází západně silnice do Chroustova a Valče. Přes území obce prochází cyklostezka 5107 a další nepojmenovaná, která vede podél břehů Dalešické přehrady. Na severním okraji území se nachází Stropešínský most. Přes území obce prochází červená turistická stezka. Na Dalešické přehradě probíhá provoz lodní dopravy, která prochází přes území obce.
Většina území obce je využívána zemědělsky, severní a východní část je však zalesněna a je tvořena svahy hlubokého údolí řeky Jihlavy, která pak na severním okraji území obce tvoří vodní nádrž Dalešice. Na východním okraji zastavěného území obce se nachází líheň a na jižním okraji pak sad.
Na západní hranici území obce pramení Blýskavý potok, který však po několika stovkách metrů ústí do vodní nádrže Dalešice, do Dalešické nádrže pak teče i několik dalších nepojmenovaných potoků. Těsně za jižní hranicí území obce pramení potok Olešná, ten pak teče v blízkosti hranice území obce a po asi 16 km ústí u Tulešic do řeky Rokytná. Severní hranici území obce tvoří tok někdejší řeky Jihlava, nyní však rozšířen do podoby vodní nádrže Dalešice.
Území obce je poměrně rovinaté, severní část se však prudce svažuje k břehům Dalešické přehrady, kde dosahuje cca 400 metrů nad mořem, zbytek území dosahuje cca 450 metrů nad mořem. Nad břehy přehrady se nachází různé skalní útvary. Ve vodách přehrady se nachází ostrovy, na východním okraji území větší, pod Stropešínským mostem se nachází tzv. souostroví u Krokodýla.
Zastavěné území obce se nachází přibližně uprostřed území obce, severně od zastavěného území obce se na břehu Dalešické přehrady nachází ubytovací zařízení.

## Historie
První písemná zmínka o obci se nachází ve falzu z konce 12. století. Hlásí se k roku 1125 (Strupessin). Místo však mělo být osídlena již v době paleolitu a také neolitu. Po roce 1125 byl Stropešín darován spolu s dalšími vesnicemi klášteru v Třebíči. Někdy po této době se Dalešice a Stropešín oddělili z majetku kláštera. V roce 1303 již existoval klášter v Dalešicích, kterému patřil i Stropešín. V roce 1546 získal dalešický klášter a jeho statky Karel z Žerotína a ten jej pak v roce 1553 prodal Burianovi Osovskému z Doubravice. Ten pak prodal klášter hned roku 1556 Jindřichovi Kralickému z Kralic, kolem roku 1560 pak zanikl klášter.
Po smrti Jindřicha Kralického pak zdědili panství jeho manželka Ludmila z Náchoda a posléze jeho synové František Kralický z Kralic a Jan Bedřich z Kralic. Po jeho smrti roku 1609 pak zakoupil panství Jiřík z Náchoda, jeho syn pak roku 1650 prodal Hynkovi Jiřímu z Hodic. Posléze dědictvím po Hynkově manželce získal roku 1669 Dalešice Leopold Odkolek z Oujezda. V roce 1713 pak dalešický statek koupil Jan Antonín Pachta z Rájova, v roce 1724 jej zakoupil Jindřich Josef Daun, jeho syn pak panství prodal roku 1761 Heřmanovi Vavřincovi Kannegieserovi, posléze majetky zdědil Jáchym Albert Hess. V roce 1850 pak dalešický statek zakoupil baron Jiří Sina. Kolem druhé poloviny 19. století byla ve vsi postavena kaple.
V roce 1885 byla ve vsi založena jednotřídní škola. V roce 1924 byl v obci založen spolek Domovina.
V roce 2019 bylo pořízeno nové dětské hřiště a rekonstruována požární nádrž.

## Obyvatelstvo
| Rok            | 1869 | 1880 | 1890 | 1900 | 1910 | 1921 | 1930 | 1950 | 1961 | 1970 | 1980 | 1991 | 2001 | 2011 | 2021 |
| -------------- | ---- | ---- | ---- | ---- | ---- | ---- | ---- | ---- | ---- | ---- | ---- | ---- | ---- | ---- | ---- |
| Počet obyvatel | 211  | 200  | 240  | 244  | 244  | 238  | 261  | 199  | 225  | 193  | 162  | 143  | 125  | 116  | 123  |
| Počet domů     | 35   | 36   | 38   | 38   | 38   | 38   | 47   | 52   | 50   | 49   | 47   | 46   | 54   | 56   | 55   |

## Obecní správa
Do roku 1849 patřil Stropešín do dalešického panství, od roku 1850 patřil do okresu Moravský Krumlov, mezi lety 1942 a 1945 do okresu Moravské Budějovice a pak od roku 1945 do okresu Třebíč. Mezi lety 1850 a 1867 patřil Stropešín pod Dalešice a mezi lety 1961 a 1991 byla obec začleněna opět pod Dalešice, následně se obec osamostatnila.

### Obecní symboly
Znak a vlajka byly obci uděleny rozhodnutím předsedy Poslanecké sněmovny Parlamentu České republiky dne 9. prosince 2015. Autorem znaku je Jan Tejkal. Podobou je stříbrný kůň se hvězdou na modrém poli.

## Politika

### Volby do Poslanecké sněmovny
|       | 2006              | 2010              | 2013               | 2017               | 2021               |
| ----- | ----------------- | ----------------- | ------------------ | ------------------ | ------------------ |
| 1.    | KSČM (32,2 %)     | ČSSD (33,33 %)    | KSČM (25,42 %)     | ANO (37,5 %)       | ANO (41,53 %)      |
| 2.    | ČSSD (27,11 %)    | KSČM (25,49 %)    | ČSSD (22,03 %)     | KSČM (17,18 %)     | SPD (21,53 %)      |
| 3.    | ODS (22,03 %)     | ODS (19,6 %)      | ANO 2011 (16,94 %) | SPD (15,62 %)      | SPOLU (16,92 %)    |
| účast | 60,82 % (59 z 97) | 53,68 % (51 z 95) | 56,60 % (60 z 106) | 59,26 % (64 z 108) | 63,21 % (67 z 106) |

### Volby do krajského zastupitelstva
|      | 1.             | 2.                       | 3.                      | účast              |
| ---- | -------------- | ------------------------ | ----------------------- | ------------------ |
| 2000 | KSČM (41,26 %) | SNK (17,46 %)            | SV (15,87 %)            | 61,32 % (65 z 106) |
| 2004 | KSČM (39,13 %) | SNK (21,73 %)            | KDU-ČSL (17,39 %)       | 23,31 % (24 z 103) |
| 2008 | ČSSD (54,54 %) | KSČM (20,45 %)           | ODS (13,63 %)           | 46,32 % (44 z 95)  |
| 2012 | KSČM (25 %)    | ČSSD (25 %)              | ODS (16,66 %)           | 41,58 % (41 z 101) |
| 2016 | ČSSD (27,02 %) | ANO 2011 (18,91 %)       | ODS (13,51 %)           | 37,86 % (39 z 103) |
| 2020 | ANO (44,44 %)  | SPD (18,51 %)            | Piráti (11,11 %)        | 25,96 % (27 z 104) |
| 2024 | ANO (54,83 %)  | ODS+TOP 09+STO (16,12 %) | ČSNS+KSČM+ČSSD (12,9 %) | 30,1 % (31 z 103)  |

### Prezidentské volby
V prvním kole prezidentských voleb v roce 2013 první místo obsadil Miloš Zeman (24 hlasů), druhé místo obsadil Jiří Dienstbier (13 hlasů) a třetí místo obsadil Karel Schwarzenberg (8 hlasů). Volební účast byla 64,00 %, tj. 64 ze 100 oprávněných voličů. V druhém kole prezidentských voleb v roce 2013 první místo obsadil Miloš Zeman (40 hlasů) a druhé místo obsadil Karel Schwarzenberg (16 hlasů). Volební účast byla 57,14 %, tj. 56 ze 98 oprávněných voličů.
V prvním kole prezidentských voleb v roce 2018 první místo obsadil Miloš Zeman (39 hlasů), druhé místo obsadil Jiří Drahoš (12 hlasů) a třetí místo obsadil Michal Horáček (3 hlasů). Volební účast byla 57,14 %, tj. 60 ze 105 oprávněných voličů. V druhém kole prezidentských voleb v roce 2018 první místo obsadil Miloš Zeman (54 hlasů) a druhé místo obsadil Jiří Drahoš (20 hlasů). Volební účast byla 69,81 %, tj. 74 ze 106 oprávněných voličů.
V prvním kole prezidentských voleb v roce 2023 první místo obsadil Andrej Babiš (32 hlasů), druhé místo obsadila Danuše Nerudová (15 hlasů) a třetí místo obsadil Petr Pavel (11 hlasů). Volební účast byla 69,00 %, tj. 69 ze 100 oprávněných voličů. V druhém kole prezidentských voleb v roce 2023 první místo obsadil Andrej Babiš (36 hlasů) a druhé místo obsadil Petr Pavel (29 hlasů). Volební účast byla 67,00 %, tj. 67 ze 100 oprávněných voličů.

## Pamětihodnosti
- Venkovská usedlost čp. 17

## Osobnosti
- Bronislav Vala (1958–2022), podnikatel

## Galerie

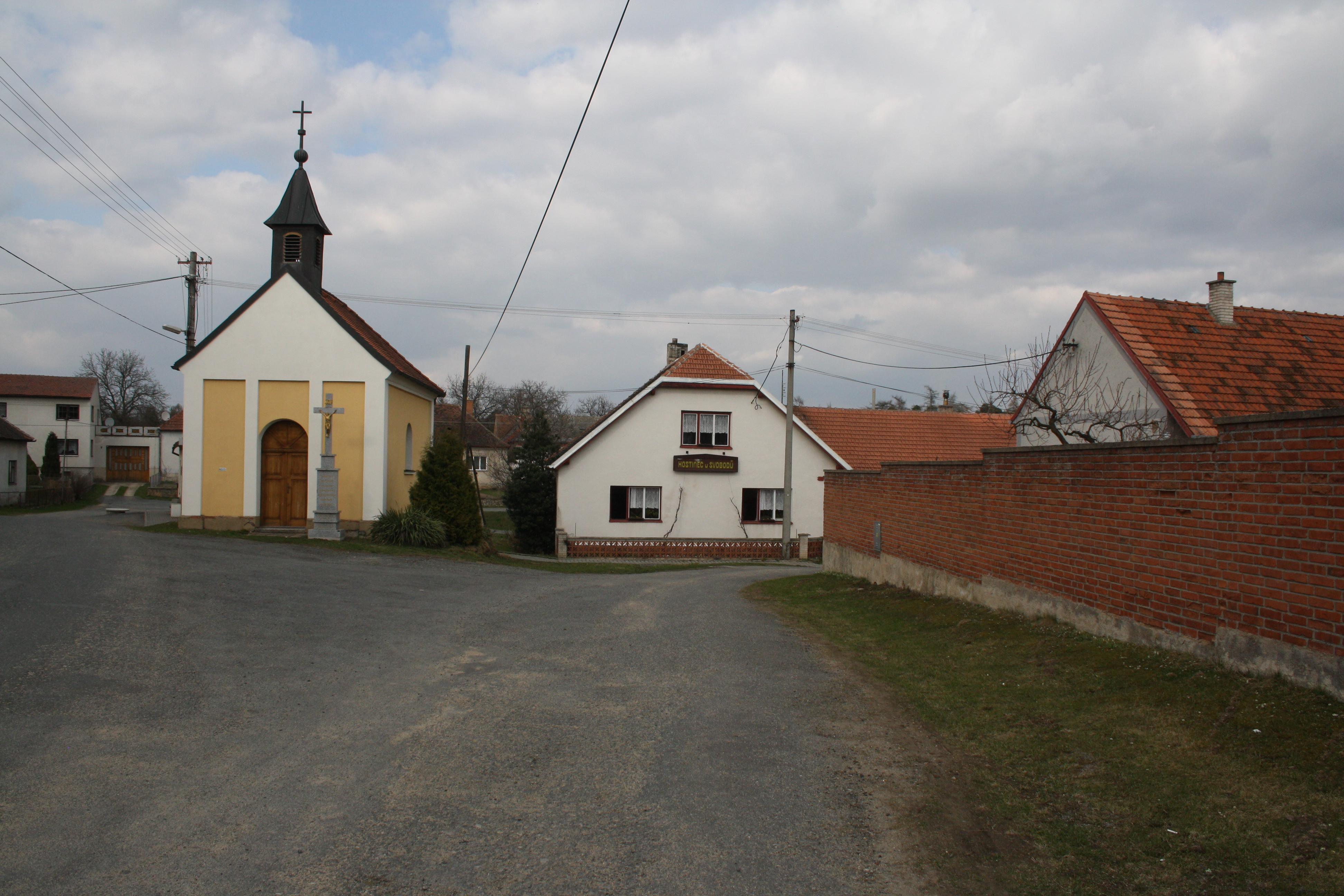
Kaple a hostinec
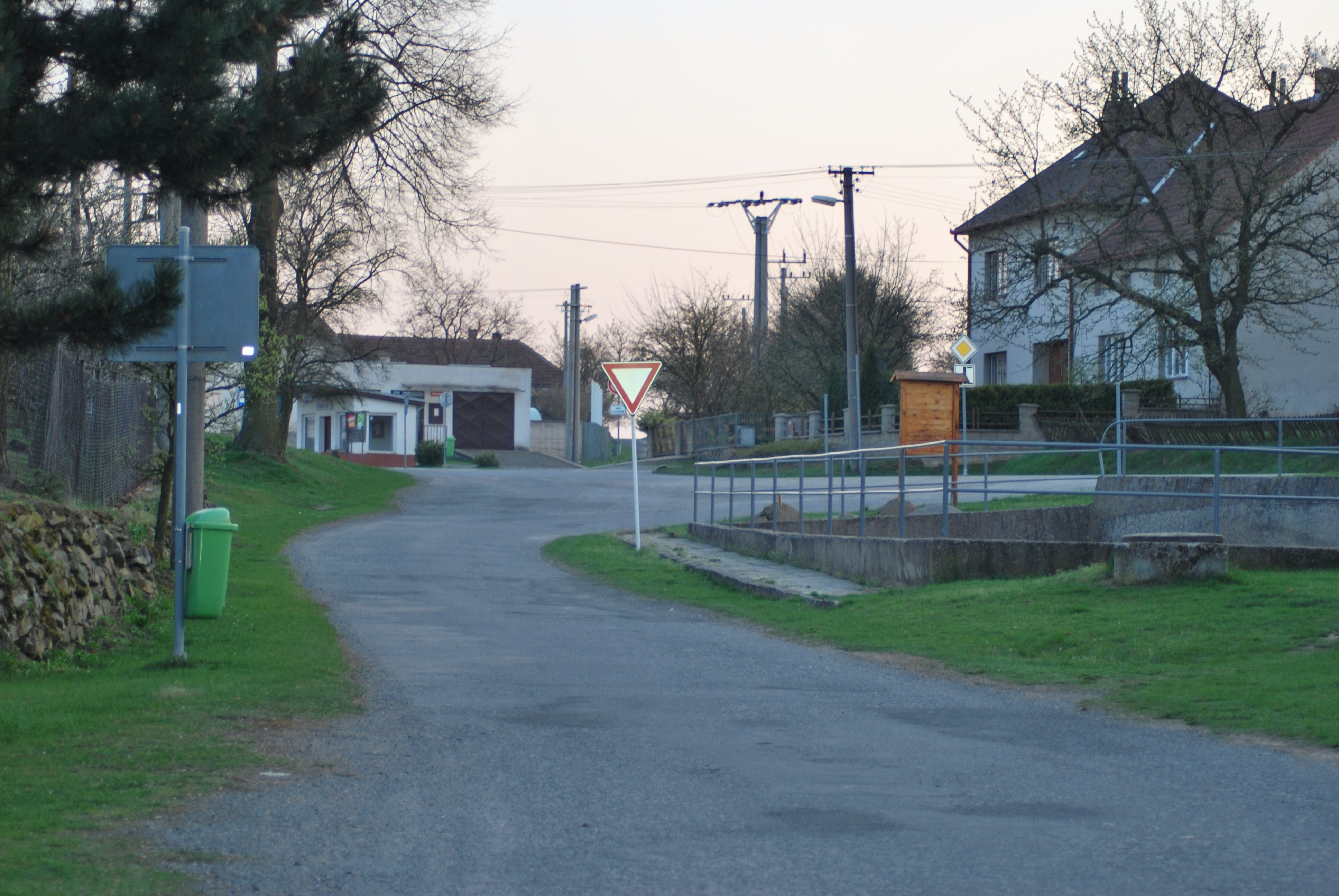
Zastávka autobusu
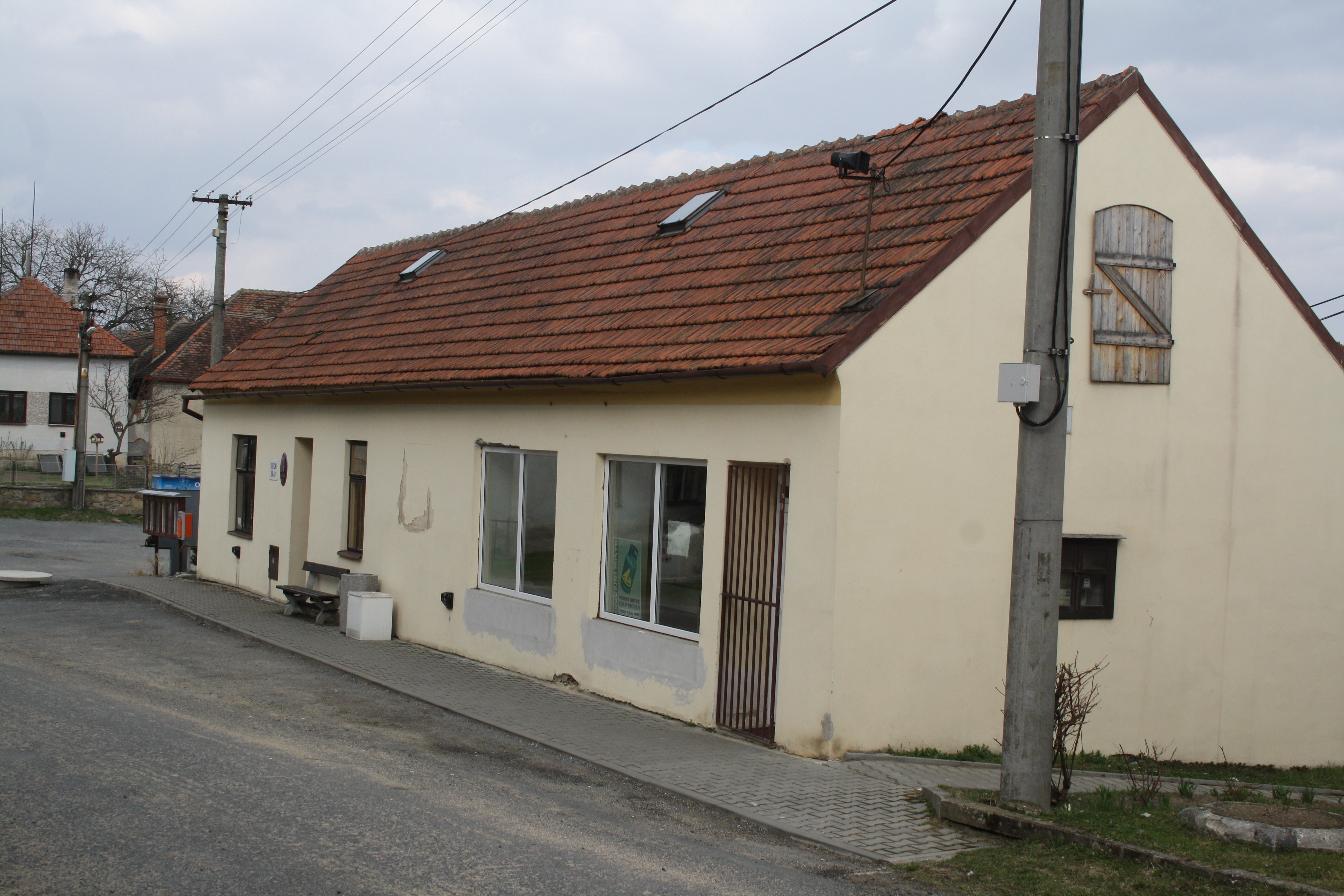
Obecní úřad
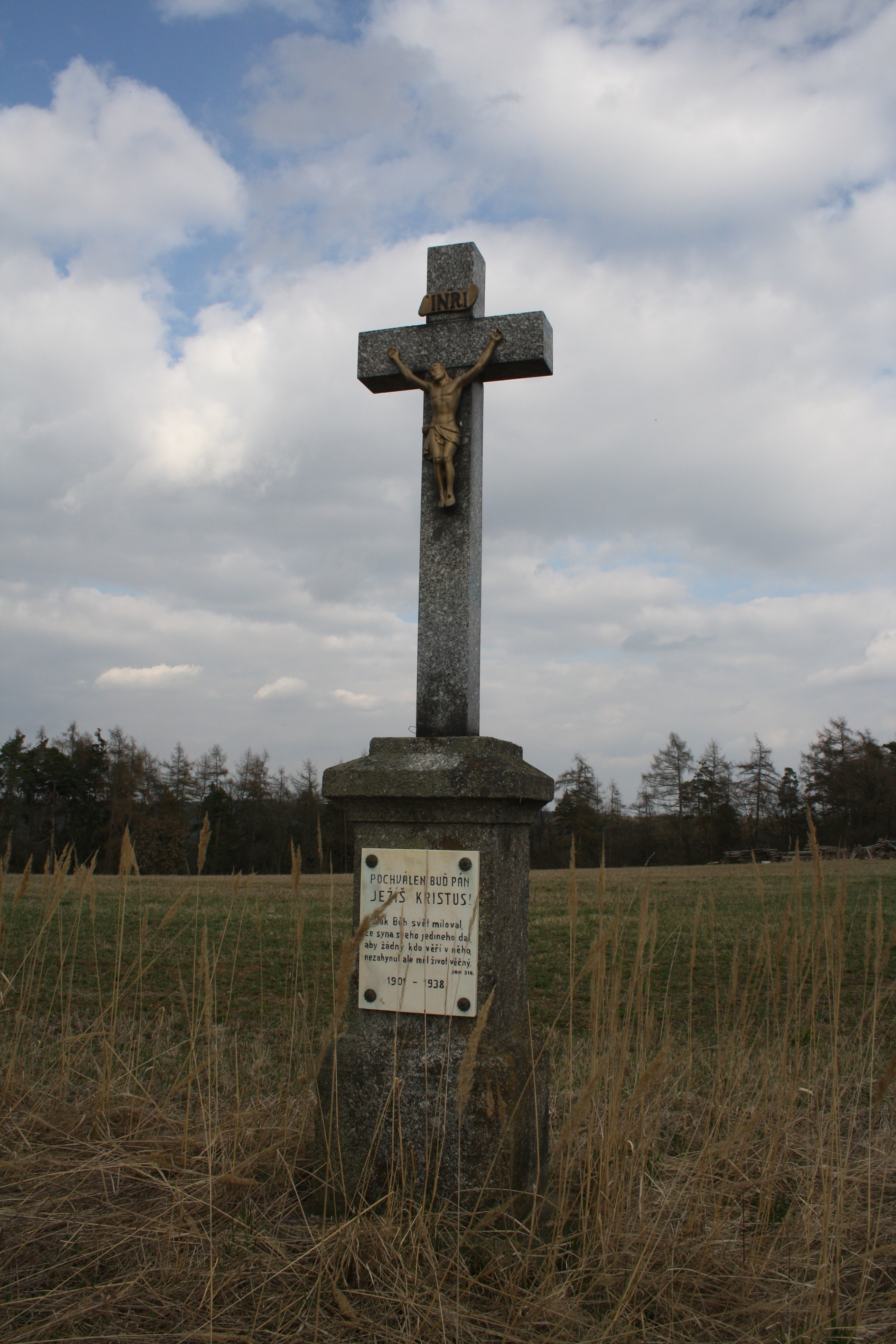
Křížek